# Anaea forreri
Anaea forreri är en fjärilsart som beskrevs av Frederick DuCane Godman och Osbert Salvin 1884. Anaea forreri ingår i släktet Anaea och familjen praktfjärilar. Inga underarter finns listade i Catalogue of Life.